# Hugo Andrian-Belcredi
Hugo Andrian-Belcredi (13. května 1923 Líšeň – 29. června 2012) pocházel ze šlechtického rodu Belcredi.

## Život
Ludvík Hugo Belcredi se narodil 1. března 1921 v Líšni jako třetí potomek a druhý syn Karla Jiřího Belcrediho (24. září 1893 Líšeň – 18. září 1972 Vídeň) a Theresie Kálnoky de Köröspatak (14. listopad 1893 Olomouc – 8. říjen 1969 Vídeň; sňatek 5. června 1920 Letovice). Měl tři bratry a jednu sestru.
V roce 1936 byl ve svých třinácti letech adoptován baronem Leopoldem Andrian-Werburgem (9. května 1875 Berlín – 19. listopadu 1951 Fribourg), čímž získal kromě československého také rakouské státní občanství. Navštěvoval jezuitské gymnázium v Klosterneuburgu. Po anexi Rakouska k nacistickému Německu, se automaticky rakouské občanství změnilo na německé. Proto byl v roce 1942 povolán do wehrmachtu a odvelen na východní frontu do Smolenska. Po bojích u Moskvy byl s omrzlinami odvezen do nemocnice u Kolína nad Rýnem. Po propuštění z nemocnice sloužil na vojenské poště u Augsburgu. V lednu 1945 utekl a skrýval se v lese u Jimramova. Na konci války se účastnil pražského povstání. V prosinci 1949 se v Brně oženil se studentkou medicíny Marií Kouřilovou. Poté opustil s manželkou Československo a žili několik let v Rakousku, přes Francii poté odjeli do Austrálie. V Sydney pracoval jako řidič u přepravní společnosti. Pak pracoval v podniku General Motors a následně získal licenci na taxík a založil autoškolu. Manželka musela v Austrálii vystudovat medicínu a pak vykonávala soukromou praxi.
Jemu a jeho synovcům Karlovi (* 1950) a Ludvíkovi (* 1954) byl vrácen zámek v Jimramově, který byl znárodněn v roce 1948.

## Rodina
Hugo Andrian-Belcredi se oženil 17. prosince 1949 v Brně s Marií Kouřilovou (* 2. července 1930 Brno), dcerou Josefa Kouřila a Jiřiny, rozené Kohoutové. Měli spolu dvě dcery:
- 1. Marie Therese (* 16. prosinec 1952 Lustenau bei Bregenz)
  - ∞ (15. leden 1977 Sydney) Gareth Johnson (* 19. únor 1950 Sydney)
- 2. Anna Marie (* 5. únor 1954 Mnichov)
  - ∞ (4. květen 1977 Salcburk) Burkhard Kramer (* 7. červen 1945 Alfeld an der Leine)